# Prairie Township (comté de Jackson, Missouri)
Prairie Township est un ancien township, situé à l'ouest, du comté de Jackson, dans le Missouri, aux États-Unis,.
Le township fondé en 1860 est baptisé en référence aux prairies situées dans ses frontières.

### Source de la traduction
- (en) Cet article est partiellement ou en totalité issu de l’article de Wikipédia en anglais intitulé « Prairie Township, Jackson County, Missouri » (voir la liste des auteurs).